# Comunele Mauritaniei
Comunele reprezintă cel de-al treilea nivel al organizării adminitrative din Mauritania. Țara este împărțită într-un număr de 216 comune.

## Instituții
Regimul juridic aplicabil comunelor este cel introdus prin ordonanța n°87-289 din 20 octobmbrie 1987, care abroga și înlocuia ordonanța n° 86-134 din 13 august 1986, instituind comunele.
Conform articolelor 7 și 126 din această ordonanță, numărul consilierilor municipali este următorul:
| Numărul locuitorilor comunei | Număr de consilieri municipali |
| ---------------------------- | ------------------------------ |
| până la 1000                 | 9                              |
| 1001 – 3000                  | 11                             |
| 3001 – 5000                  | 15                             |
| 5001 – 10 000                | 17                             |
| 10 001 – 20 000              | 19                             |
| de la 20 001                 | 21                             |
| Caz particular la Nouakchott | 37                             |

Consilierii sunt aleși pe un termen de 5 ani prin vot universal direct de către bărbații și femeile care au împlinit vârsta de 21 ani (articolul 93).

## Comune urbane

### Agricole
Adel Bagrou, Aere Mbar, Aghchorguitt, Ain Ehel Taya, Aioun, Ajar, Aleg, Amourj, Aoueinat Zbel, Aoujeft, Arr, Atar, Azgueilem Tiyab, Bababe, Bagrou, Barkeol, Bassiknou, Bethet Meit, Boghé, Bokkol, Bou Lahrath, Bougadoum, Bouheida, Bouhdida, Boulenoir, Bouly, Boumdeid, Bousteila, Boutilimitt, Cheggar, Chinguitti, Dafor, Daghveg, Dar El Barka, Dionaba, Djeol, Djiguenni, El Ghabra, El Ghaire, Fassala, Foum Gleita, Ghabou, Gouraye, Gueller, Guerou, Hamod, Hassichegar, Jidr-El Mouhguen, Kaédi, Kamour, Kankossa, Keur-Macene, Kobeni, Koumbi Saleh, Lahraj, Legrane, Leouossy, Lexeiba, Maghama, Magta-Lahjar, Male, Mbagne, Mbalal, Mbout, Mederdra, Monguel, Moudjeria, Nbeika, Ndiago, Néma, Niabina, Noual, Ouad Naga, Ouadane, Oualata, Oueid Jrid, Ould Yenge, Rdheidhi, Rkiz, Sangrave, Sélibaby, Soudoud, Tachott, Tamchekett, Tawaz, Tekane, Tichit, Tidjikja, Tiguent, Timbedra, Timzinn, Tintane, Touil, Tufunde Cive, Wahatt, Woumpou.

### Industriale și comerciale
Arafat, Benichab, Choum, Dar-Naim, El Mina, Kiffa, Ksar, Nouadhibou, Riyad, Rosso, Sebkha, Tevragh-Zeina, Teyarett, Toujouonine, Zoueratt.

## Comune rurale

### Agricole
Agharghar, Agharghar, Aghoratt, Agoueinit, Ain Savra, Ain Varba, Ajoueir, Aouleiguatt, Aweintat I, Bagodine, Baidiyam, Bangou, Bareina, Beileguet Litama, Benamane, Beribavatt, Blajmil, Boeir Tores, Bouanze, Boubacar Ben Amer, Boutalhaya, Chelkhet Tiyad, Daw, Devaa, Dhar, Diadibeny Gandega, Dielwar, Dodol Cover, Doueirara, Edbaye El Hejaj, Edebaye Ehl Guelay, Egjert, El Aria, El Khatt, El Medah, El Megve, El Melgua, El Mouyessar, El Verea, Elb Address, Feireni, Ganki, Gasra El Barka, Ghlig Ehel Boye, Gogui, Guateidoume, Hassi Abdallah, Hassi Attilla, Hassi El Ahmed Bichna, Hassimhadi, Hsey Tine, Inal, Jreif, Kouroudel, Ksar el Barka, Laftah, Lahrach, Leghligue, Lehreijat, Lehseira, Lekhcheb, Leweynatt, Lexeiba, Maaden, Mabrouk I, Mabrouk II, Megva, Melga, Melzem Teichett, Modibougou, N' Savenni, Nebaghia, Nere Walo, Nouamleine, Nteichitt, Ntrguent, Ouad Amour, Ould Birem, Ouldmbouni, Oum Avnadech, Oum Lahyadh, Radhi, Sagne, Sani, Sava, Soufa, Taguilalett, Tarenguet Ehel Moul, Tektaka. Tenaha, Tenhemad, Tensigh, Tikobra, Tinghadej, Tmeimichatt, Tokomadji, Toutel, Voulaniya, Vrea Litama, Wali, Nouamghar.

### Piscicole
Nouamghar